# 巴埃彭迪
巴埃彭迪是巴西米纳斯吉拉斯州的一个市镇。总面积751.748平方公里，总人口18016人，人口密度24人/平方公里。